# Ảnh ảo
Trong quang học, đặc biệt là trong quang hình, ảnh ảo là thuật ngữ để chỉ các hình ảnh quan sát được khi thấy các quang tuyến ánh sáng, hay bức xạ điện từ nói chung, như cùng đi ra từ nơi đó mà trên thực tế thì đường đi qua của các quang tuyến không đi qua các điểm trên hình ảnh ảo này.

## Tính chất ảnh ảo qua các loại gương
– Ảnh ảo qua gương phẳng có kích thước lớn bằng vật
– Ảnh ảo qua gương cầu lồi có kích thước nhỏ hơn vật
– Ảnh ảo qua gương cầu lõm có kích thước lớn hơn vật

## Ví dụ

### Phản xạ

Tạo ảnh ảo ngược trên gương phẳng. 1: vật thể; 2: tia sáng; 3: gương; 4: mắt; 5: ảnh ảo.

Gương phẳng hay gương cầu lồi luôn tạo ra ảnh ảo nằm sau gương nhờ phản xạ ánh sáng của vật thể đặt trước chúng. Đối với người quan sát trước gương, các tia sáng dường như phát ra từ ảnh nằm sau gương, nhưng thực tế các tia chỉ đi lại trong không gian nằm trước gương.

### Khúc xạ

Tạo ảnh ảo qua thấu kính phân kỳ

Thấu kính phân kỳ luôn tạo ra ảnh ảo của vật thể đặt xa hơn tiêu cự của kính.
Sự khúc xạ tia sáng đi từ dưới nước lên không khí cũng tạo ra ảnh ảo của vật thể dưới nước, còn gọi là bóng nước.